# Rezan Corlu
Rezan Corlu (Glostrup, 7 agosto 1997) è un calciatore danese, centrocampista del Kristiansund BK.

## Caratteristiche tecniche
È un trequartista, Talvolta utilizzato come Ala, ha buone dote fisiche e discrete doti tecniche, dispone di una buona finalizzazione e un buon controllo di palla.

## Carriera

### Club
Cresciuto nel settore giovanile del Brøndby, ha esordito in prima squadra il 26 luglio 2015 disputando l'incontro di Superligaen perso 2-1 contro l'Odense.

### Nazionale
Ha giocato nelle nazionali giovanili danesi Under-16, Under-17, Under-19 ed Under-20.

## Palmarès

### Club

#### Competizioni nazionali
- Campionato danese: 1

Brøndby: 2020-2021